# Yuki Onishi
Yuki Onishi (大西 勇輝 Onishi Yuki?, nacido el 30 de julio de 1996 en Nara) es un exfutbolista japonés. Jugaba de defensa y su último club fue el Nara Club de Japón.

## Trayectoria

### Clubes
| Club             | País  | Año         |
| ---------------- | ----- | ----------- |
| Kyoto Sanga FC   | Japón | 2015        |
| J. League sub-22 | Japón | 2015        |
| Nara Club        | Japón | 2016 - 2017 |

## Estadística de carrera

### J. League
| Club             | Año   | J. League | J. League | Copa J. League | Copa J. League | Total | Total |
| Club             | Año   | Part.     | Goles     | Part.          | Goles          | Part. | Goles |
| ---------------- | ----- | --------- | --------- | -------------- | -------------- | ----- | ----- |
| Kyoto Sanga FC   | 2015  | 0         | 0         | -              | -              | 0     | 0     |
| J. League sub-22 | 2015  | 3         | 0         | -              | -              | 3     | 0     |
| Total            | Total | 3         | 0         | 0              | 0              | 3     | 0     |